# Hősök temetője (Sopronbánfalva)
A Hősök Temetője, vagy Hősi Temető Sopron-Kertváros egyik sírkertje, az egykori Sopronbánfalva és a Felsőlőverek között, az Alom-hegy nyugati oldalán, a községi temető, illetve az egykori pálos rend–karmelita kolostor közvetlen szomszédságában. Az 1878-ban megnyitott és 1945-ig aktív temetőbe napjainkig több mint 3200 katona, hadifogoly és polgári áldozat földi maradványait temették.

## Története
A 19. században Sopronban mintegy 3000 katona szolgált. Ellátásukra 1840-ben áttelepítették a ruszti katonai kórházat az akkor üresen álló bánfalvi karmelita kolostorba. Az elhunytakat a mai temetőtől délre, a Kolostor-erdőben kialakított katonai temetőbe temették, ami az 1870-es évekre megtelt.
A város 1878-ra alakította ki új temetőt, ekkor történt meg az első temetés, Schülze Lajos huszárkapitány (1826–1878) személyében. Az 1900-as évek elején létesített síremlékekből még egy tucatnyi azonosítható. Az első világháborúig 223 halottat temettek a keleti oldalra.
Tömeges temetésekre 1915-től került sor, amikor a katonai és szükségkórházakba majd az időközben felépült barakk-kórházba százával hozták a frontokról az Osztrák–Magyar Monarchia, valamint a szövetséges hadseregek sebesült és beteg katonáit, illetve a hadifoglyokat. Minden elhunytat nyilvántartásba vettek, tisztességgel eltemettek és sírjaikra a ma is látható fejköveket állították. A közel kétezer áldozat között az akkori Magyarország területéről származó katonákon kívül osztrákok, csehek, szlovének, bosnyákok, horvátok, románok, szerbek, olaszok, oroszok és még számos nemzet fiai voltak. A halál oka főleg valamilyen fertőző betegség, tífusz, gümőkór, kolera vagy agyhártyagyulladás, valamint lövési sérülés. A háború befejezése után a hadikórházakban meghaltak közül még sokakat temettek a délkeleti oldalra.
Az 1920-as években a halottak közül családjuk többeket exhumáltatott és szülőföldjükre szállíttatott. Tömeges exhumálásra 1934-ben került sor, amikor a magyar–olasz egyezmény alapján 43 olasz katona maradványait exhumálták és július 14-én Olaszországba szállították.
A két világháború között főleg Sopronban szolgáló tiszteket, a városhoz kötődő katonákat temettek ide saját kérésükre. Legismertebb közülük vitéz vihari báró Willerding Rezső (Rudolf von Willerding) (Budapest, 1866. január 1. – Sopron, 1928. augusztus 26.) gyalogsági tábornok, a Katonai Mária Terézia-rend lovagja. Síremléke az I. világháborús emlékműtől pár lépésre található.
1943-ban 300 négyszögöllel bővítették a temetőt. A második világháború harci cselekményei 1944-ben érték el a várost. 1944. augusztus 14-én helyezték a Hősi temetőben végső nyugalomra vitéz Molnár László m. kir. repülő hadnagyot, a 101. Puma vadászrepülő osztály 7 nappal korábban lelőtt pilótáját, aki haláláig a legeredményesebb vadászrepülő volt. Sírját gépének légcsavarja díszíti. A síremléket szobrász édesapja, Dr. nemes Molnár Gyula nyugállományú ezredes készítette, akit 1962-ben ugyancsak ide temettek. A légitámadások, bombázások, a város elfoglalásának katonai áldozatait ugyancsak ide temették, köztük azt a 36 katonát, akiket a menekülő szolnoki csapatkórház szerelvényén ért az 1944. december 6-i bombázás. Összesen 941 főt egyéni és tömegsírokba temettek ide katonát, a magyarokon kívül főleg németeket, de volt közöttük ukrán, kozák, vend és lengyel nemzetiségű is.
1945 után a sírkertet katonai temetőként már nem használták, csak az itt nyugvó katonák családtagjai temetkeztek szeretteik közelébe, külön engedéllyel és kizárólag urnás temetéssel.
1991-ben a második világháború során Sopronban és környékén elesett szovjet katonák hamvait hozták át a Várkerületről a szovjet hősi emlékművel együtt, 2001-ben pedig sor került a Szent Mihály-templom kertjében eltemetett szovjet katonák áthelyezésére is.

## A temető halottai

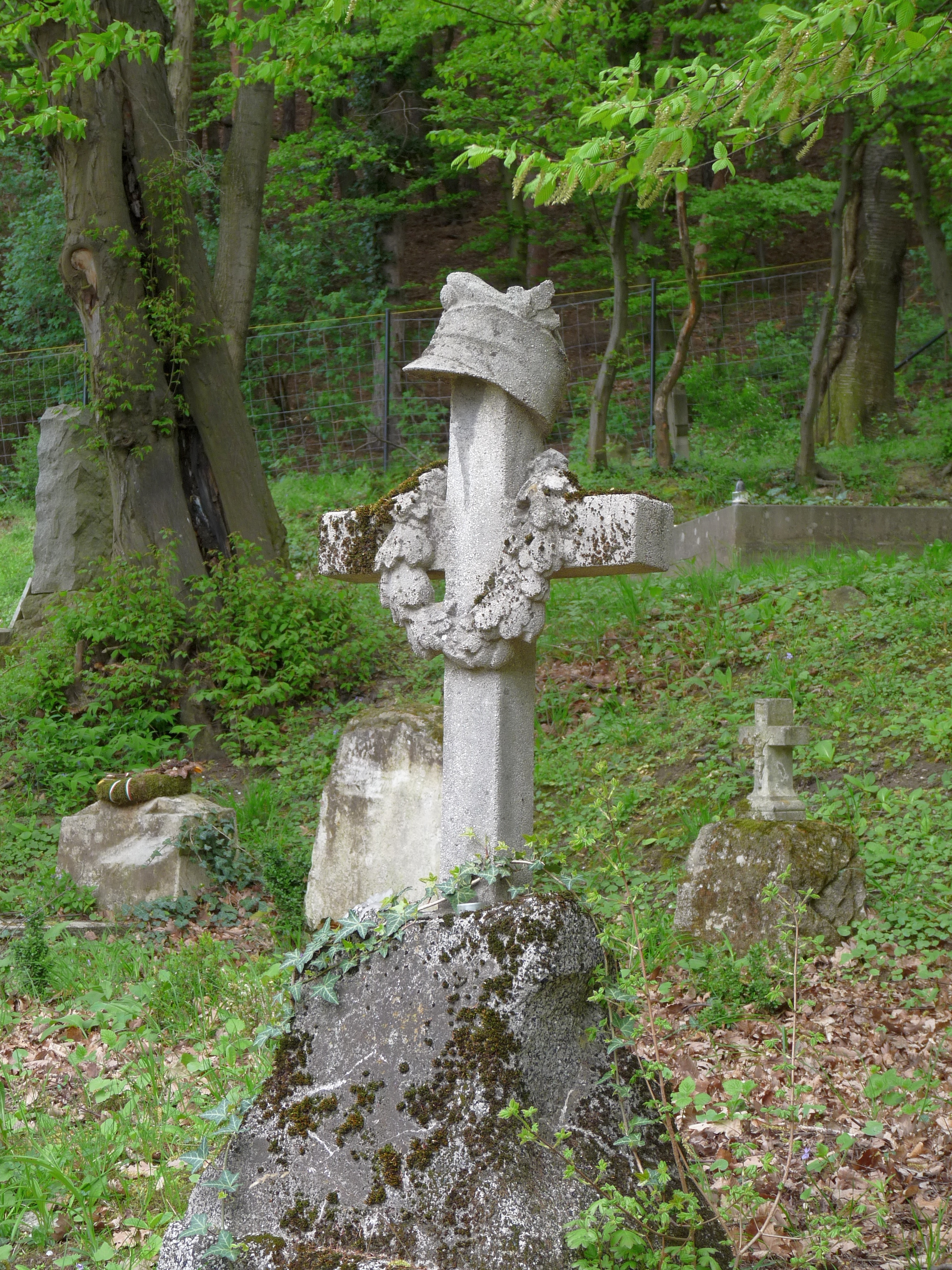
Magyar katonasír

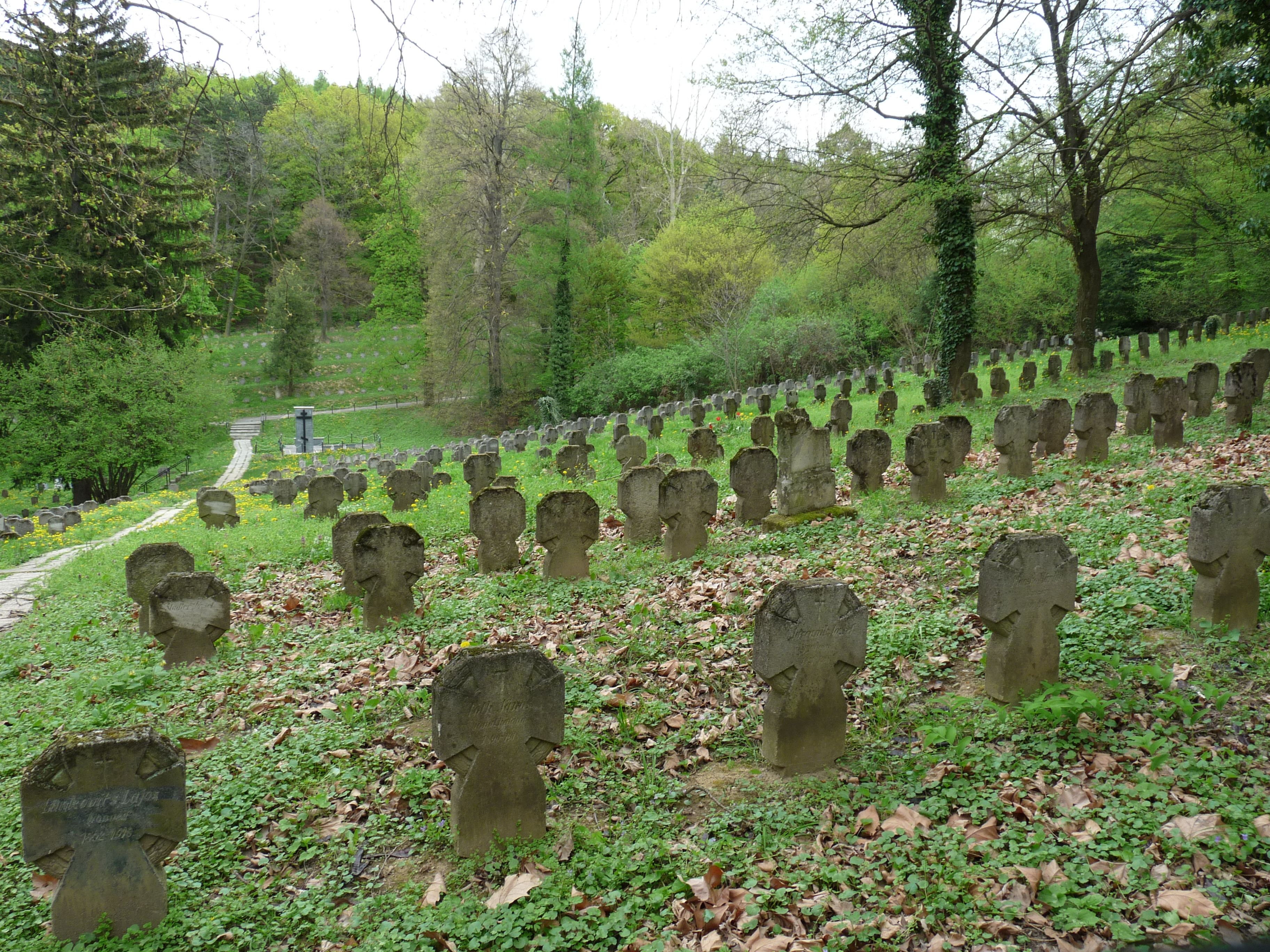
I. világháborús sírok

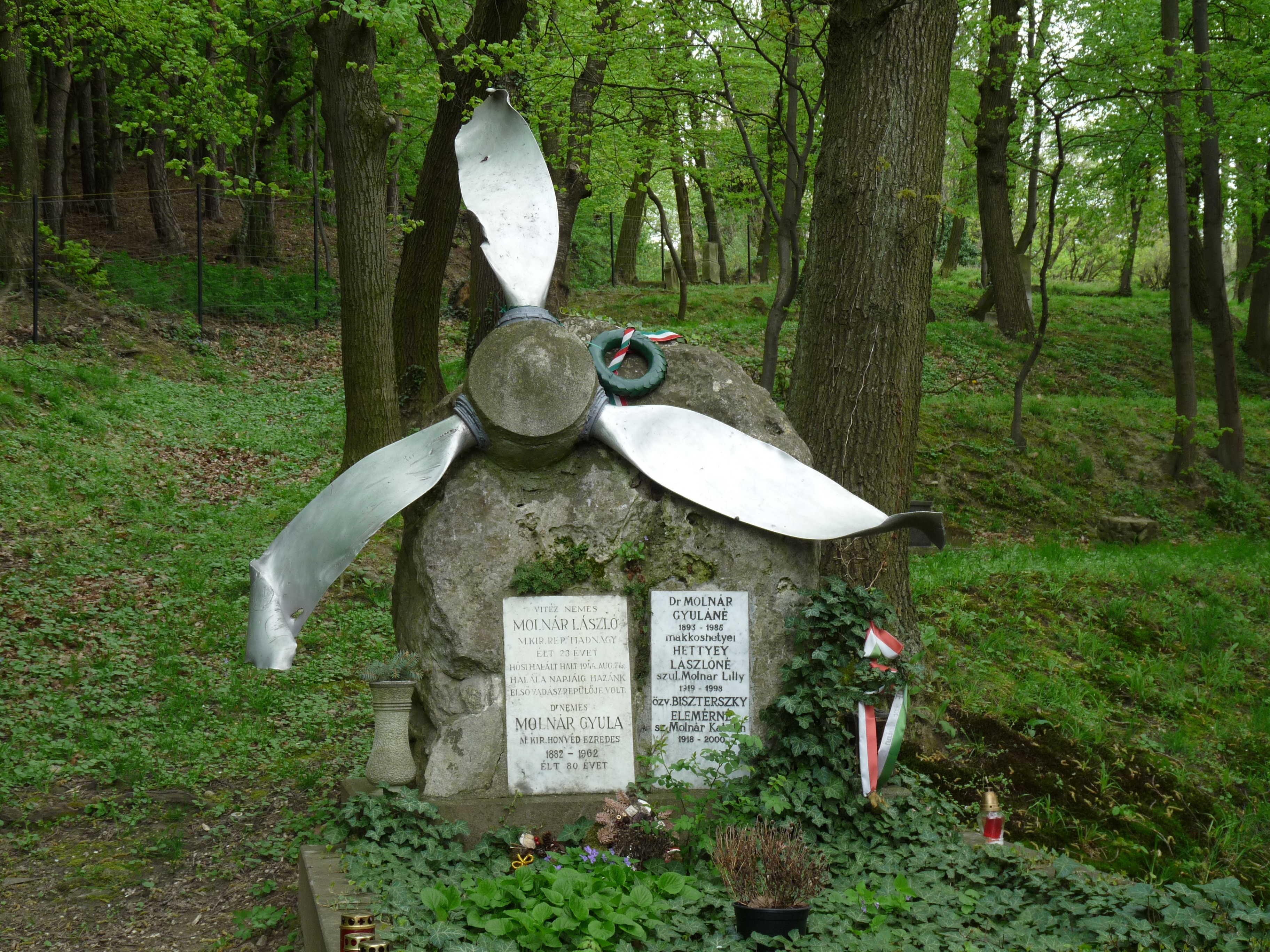
Molnár „Paszulyos” László repülő hadnagy síremléke

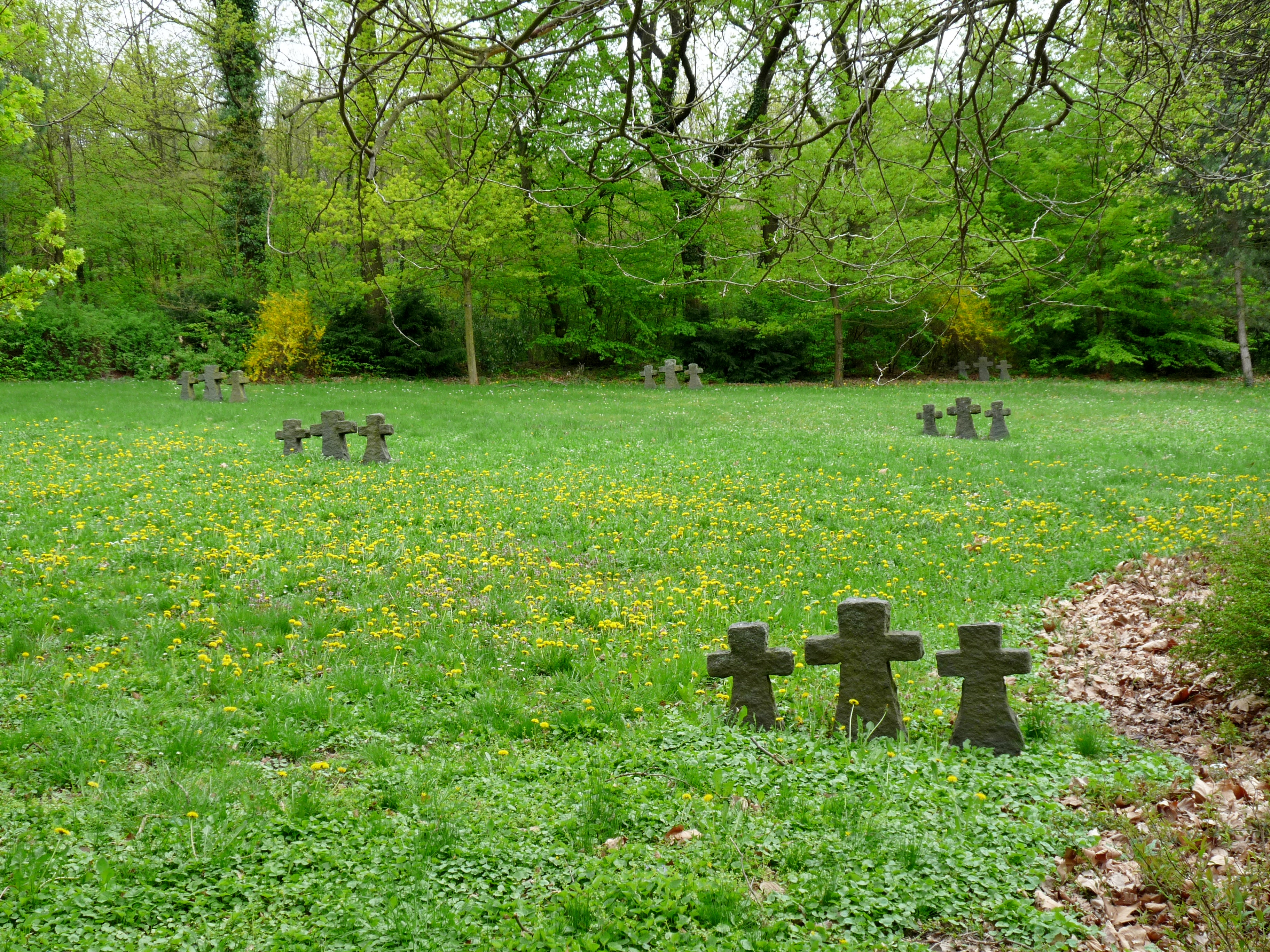
II. világháborús német tömegsírok

|  | A temetőbe kihelyezett ismertetőtábla adatai szerint a temető halottainak száma: - 1878-tól az első világháborúig: 233 fő - Az első világháború áldozatai: 1874 fő - A második világháború halottai: 941 fő - Saját kérésére ide temetett katonák, főleg tisztek: kb. 15 fő - Hozzátartozók: kb. 30 fő |

## Emlékművek
1. A központi emlékmű
A sírkert 1917-ben lett Hősi Temető. Ekkor emelték a főbejárattal szembeni emlékművet, amelynek terveit Moll Elemér műegyetemi tanársegéd (akkor hadapród jelölt őrmester) készítette el Bachrach Imánuel festőművész rajzai alapján. Ugyancsak ő irányította a kivitelezés munkálatait is, amelyet Sopronban katonáskodó kőfaragók végeztek el: Bősze József hadapródjelölt, Neumann József hadapród őrmester és Zábrodszky Rudolf képzőművész, lövészkáplár, a 11. lövészezred állományából. Avatására 1917. június 2-án került sor ünnepélyes keretek között.
Az emlékmű központi szoboralakja Zábrodszky Rudolf alkotása, egy távolba merengő, elhunyt bajtársaira gondoló magyar népfelkelőt ábrázol. Félkörben sima oszloptörzsű, ión oszlopfővel bíró oszlopsor öleli körül. A szobor talapzatán az alábbi magyar és német nyelvű szöveg olvasható:
| AZ 1914–1918.I VILÁGHÁBORÚBAN ELESETT HŐSÖK DICSŐ ÉS MARADANDÓ EMLÉKÉRE –––––– ZUM GLORREICHEN UND DAUERNDEN GEDÄCHTNIS DER IM WELTKRIEGE 1914–1918 GEFÄLLENDEN HELDEN |
Mögötte, az oszlopsor felett a következő felirat látható:
| RENGHET A FÖLD, DE MINDIG TISZTÁN RAGYOG A MAGYAR DICSŐSÉGE |
2. Szovjet hősi emlékmű
A Várkerületen állt egykori emlékmű áthelyezését a rendszerváltás után kezdeményezte a város önkormányzata az orosz nagykövetségen, melynek eredményeként 1991-ben négy sírral együtt áttelepítették a bejárattól jobbra, a gondnoki épület mögötti területre.
3. Az 1944. december 6-i bombázás áldozatainak emlékműve (avatás: 1947)
4. A II. világháborúban elesett német katonák emlékműve
A terület alsó sarkán állított és 1995. július 2-án felavatott emlékművön 578 itt eltemetett német katona nevét tüntették fel.
5. Orosz hadifoglyok emlékműve
A temető különböző pontjain nyugvó orosz hadifoglyok emlékére 2007 őszén emeltetett emlékművet az Oroszországi Föderáció nagykövetsége Dudinszky László vecsési vállalkozóval. Eredetileg a temetőben nyugvó valamennyi ortodox katona emlékét szerették volna így megőrizni, de a szerb és román illetékesek a megkeresésekre nem válaszoltak, ezért a fekete márványtáblákon csak az orosz katonák nevei szerepelnek.
6. Gránitkeresztek a II. világháborúban elesett német katonák egykori egyéni és tömegsírjainak helyén (avatás: 1995)

## Megemlékezések
1917 és 1947 között a város lakossága és a helyőrség katonái évente kétszer emlékeztek meg a hős katonákról: a magyar hősök emlékünnepén, minden esztendő május hónapjának utolsó vasárnapján, valamint Mindenszentekkor. 1992 óta a megemlékezések – szerényebb keretek között – folytatódnak.

## Felújítás
Az 1947 után az addig rendszeresen látogatott és karbantartott Hősök Temetőjét, a sírokat és a halottakat sorsukra hagyták. Két évtizeden keresztül elhallgatták még a létezését is. Az akkori rendszernek jól jött, hogy ilyen eldugott helyen, ráadásul a határsáv közelében volt, ahol nem volt könnyű rátalálnia azoknak, akik Sopronba vetődtek. Néhány hozzátartozót leszámítva csak a helyiek fordultak meg benne. A teljesen leromlott, kidőlt, megsüllyedt sírkövekkel teli temetőt a soproni Állami Szívszanatóriumban dolgozó Limberger Gyula kezdeményezésére az 1970-es években kezdték rendbe tenni társadalmi munkában, a városi tanács „elvi támogatásával” és kanadai gyűjtésből származó anyagi forrásból. 120 sírkövet újítottak fel, azonban hiába végeztek elismerésre méltó munkát a határőrök, az iskolák diákjai és a szocialista brigádok, a tennivalókat az egész területen nem bírták ellátni.
A temető felső sarkában, a gyalogúttól jobbra található német katonasírok és tömegsírok a sírkert legelhanyagoltabb, erdős, bozótos része volt, a síremlékek erősen hiányosak, romosak és szétdúltak voltak. A Honvédelmi Minisztérium és a Német Hadisírgondozó Népi Szövetség 1994 áprilisában kötött szerződése értelmében a Saar-vidéki Műszaki Segélyszolgálat (Bundesanstalt Technisches Hilfswerk) szervezésében fiatal német önkéntesek 20–30 fős csoportokban, több turnusban hozták rendbe a temetőrészt. A hiányos és azonosíthatatlan sírokat lebontották és elszállították. A sírkeresztek helyett Norvégiából származó hármas gránit keresztcsoportokat állítottak. Exhumálás e területen nem történt, a németekkel együtt eltemetett két magyar katona kihantolásához sem járultak hozzá, ezért külön kis márványtáblát kaptak a gránitkeresztek között. A Szent Mihály-templom régi temetőjéből viszont átkerült 17 katona maradványa. A terület alsó sarkán emlékművet emeltek az ott nyugvó németek nevével. Ezzel párhuzamosan – német kezdeményezésre és részben anyagi támogatásával – a temető többi részét is felújították, melyhez Sopron önkormányzata 4,5 millió, míg a németek 9 millió forinttal járult hozzá. A Határrendészeti Igazgatóság kiképző központjának hallgatói, illetve más magyar önkéntesek, valamint a városi kertészet és több soproni cég dolgozói vettek részt az elburjánzott fák, bokrok kivágásában, az utak és a vízvezeték kiépítésében, a kerítésállításban, valamint az első világháborús síremlékek felújításában. A temető rendezése és a német katonák emlékműve 1995 júniusában készült el, az avatásra július 2-án került sor.
2001-ben a Szent Mihály-templom kertjében exhumált 84 szovjet katona hamvait az emlékmű előtti területen hantolták el, a sírköveket eredeti formájukban felújították.
2018-ban mintegy 150 millió forintos kormányzati támogatásból felújították a sírkertet.